# Bertus Smit (golfer)

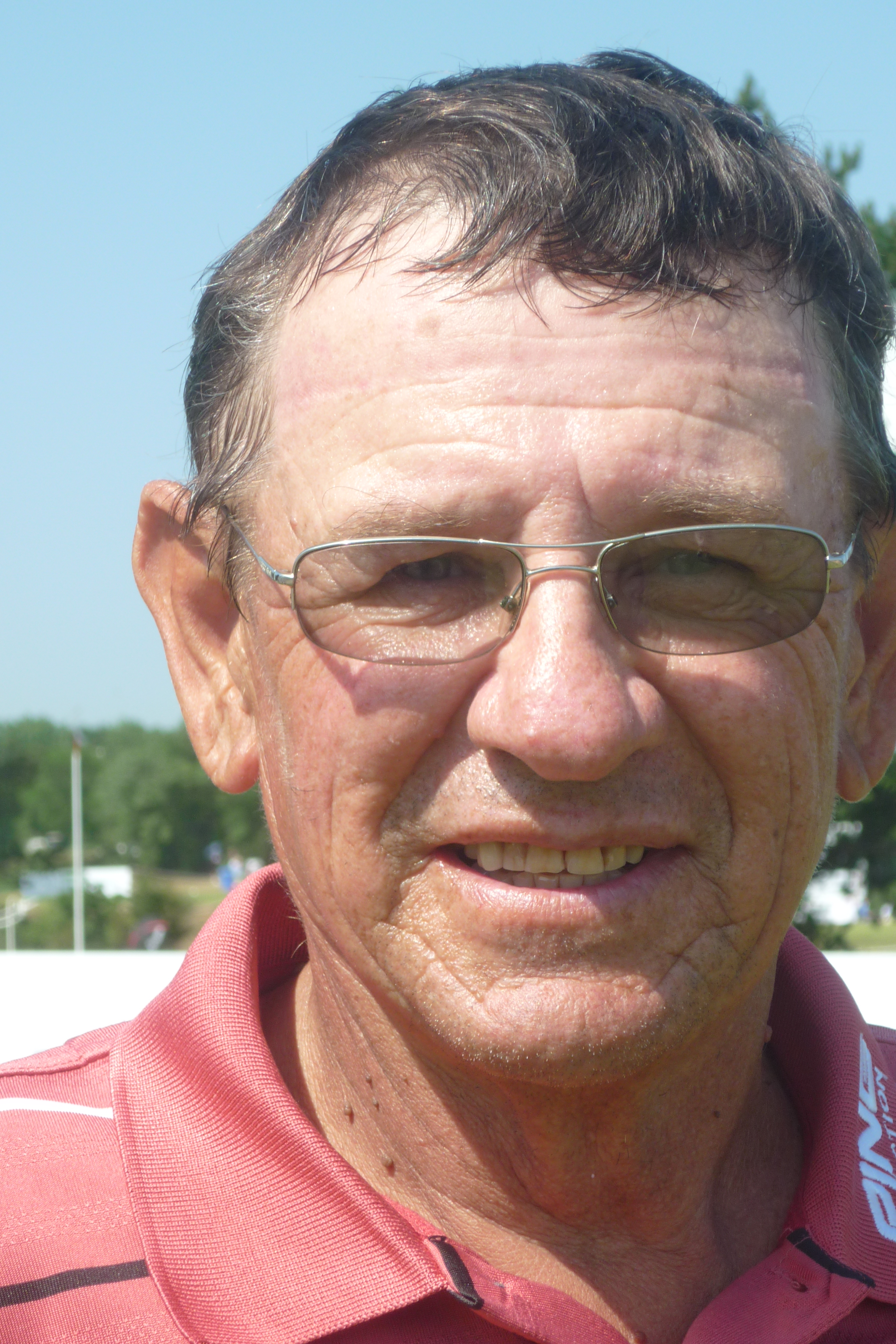
Van Lanschot Senior Open 2010.

Bertus Smit (Kaapstad, 4 februari 1953) is een professioneel golfer uit Zuid-Afrika.
Bertus Smit werd in 1970 graanboer. Hij speelde al golf vanaf zijn veertiende maar had geen enkele ambitie om professional te worden. Gedurende 27 jaar speelde hij amateur golf, hij bereikte handicap +2 en zat in het South African Provincial team en het Western Provincial Team. 
Smit trouwde in 1976, ze kregen een tweeling meisjes in 1980 en nog een dochter in 1981. In 1985 probeerden enkele landgenoten hem te overtuigen om in de Verenigde Staten te gaan spelen, zij zouden het financieren, maar Bertus Smit had een jong gezin en voelde er niets voor. 

## Professional
Pas toen Bertus Smit bijna vijftig jaar was, probeerde hij zijn golfcarrière weer op te bouwen om na enkele jaren de Senior toernooien te kunnen spelen. Hij verkocht zijn boerenbedrijven en werd in 2000 professional. Hij haalde zijn spelerskaart op de Tourschool van 2005, waar hij op de 2de plaats eindigde. Hij kreeg in 2006 een beroerte en het duurde een paar jaar voordat hij zijn conditie weer terug had. In 2008 haalde hij opnieuw zijn tourkaart en sinds 2009 speelt hij op de Europese Senior Tour. In 2010 kreeg hij weer vertrouwen in zijn spel en behaalde zijn eerste overwinning door het Wales Seniors Open op zijn naam te zetten. Net als in 2008 eindigde Ian Woosnam op de tweede plaats.

## Senior Tour
- 2009: Ryder Cup Wales Seniors Open op de Royal Porthcawl Golf Club